# Wesoły elf
Wesoły elf (ang. The Happy Elf) – amerykański film animowany z 2005 roku.

## Obsada (głosy)
- Rob Paulsen jako Eubie
- Harry Connick, Jr. jako Lil' Farley
- Carol Kane jako Gilda
- Mickey Rooney jako Święty Mikołaj
- Kevin Michael Richardson jako Derek, Tucker, Mayor, Toady
- Mae Whitman jako Molly
- Lewis Black jako Norbert
- Candi Milo jako Curtis
- Rory Thost i Liliana Mumy jako Brat i Siostra

## Wersja polska
Głosów użyczyli:
- Julita Kożuszek-Borsuk –
  - siostra,
  - Mona
- Edyta Torhan
- Katarzyna Łukaszyńska
- Andrzej Chudy –
  - Bajarz,
  - Mikołaj
- Mirosław Wieprzewski – pan Żabczyk
- Dariusz Błażejewski –
  - brat,
  - Nestor

oraz:
- Wojciech Paszkowski – Gucio
- Mikołaj Klimek – Dyzio

i inni
Wersja polska: GMC STUDIO
Lektor: Andrzej Chudy

## Nagrody
- 2006: Nominacja do Nagrody Annie w kategorii najlepsza rola głosowa w animowanej produkcji telewizyjnej – Rob Paulsen jako głos Eubie.